# Ruta de Illinois 100
La Ruta de Illinois 100, y abreviada IL 100 (en inglés: Illinois Route 100) es una carretera estatal estadounidense ubicada en el estado de Illinois. La carretera inicia en el sur desde la US 67     en Alton hacia el norte en la IL 78     en Dunfermline. La carretera tiene una longitud de 256 km (159.09 mi).

## Mantenimiento
Al igual que las autopistas interestatales, y las rutas federales y el resto de carreteras estatales, la Ruta de Illinois 100 es administrada y mantenida por el Departamento de Transporte de Illinois por sus siglas en inglés IDOT.